# 布罗姆利方程
布罗姆利方程（英語：Bromley equation）是在超出德拜-休克尔方程适用浓度范围情况下，用于计算电解质水溶液活度系数的经验公式，由加州大学酒窖海洋实验室（the Bodega Marine Laboratory）的布罗姆利（Leroy A. Bromley）于1973年提出。在河、湖水以及海水等天然水体研究领域，其与特定离子相互作用理论（SIT）、皮策方程一起是研究水体中离子溶解行为重要的工具。

## 提出
古根海姆曾基于SIT理论对德拜-休克尔方程适用范围进行延拓，对于最简单的1:1型电解质M+X-，古根海姆提出其可利用下式进行计算：{\displaystyle \log \gamma _{\pm }={\frac {-A_{\gamma }I^{1/2}}{1+I^{1/2}}}+\beta b.}{\displaystyle \gamma _{\pm }} 为平均摩尔活度系数。右边第一项为德拜-休克尔项，其中{\displaystyle A_{\gamma }}为常数，{\displaystyle I}为离子强度（详见德拜-休克尔方程）。对于第二项，{\displaystyle \beta }为相互作用系数，{\displaystyle b}为电解质的重量摩尔浓度。随着浓度降低，第二项占比逐渐减弱，到浓度十分稀时，则蜕变成德拜-休克尔方程。
布罗姆利在实验中观察到，{\displaystyle {\frac {1}{z_{+}z_{-}}}\log \gamma _{\pm }}经常和离子强度{\displaystyle I}成正比，于是他提出对于电解质{\displaystyle M_{p}^{z_{+}}X_{q}^{z_{-}}}，其平均活度系数{\displaystyle \gamma _{\pm }}为：{\displaystyle \log \gamma _{\pm }={\frac {-A_{\gamma }|z_{+}z_{-}|I^{1/2}}{1+\rho I^{1/2}}}+{\frac {(0.06+0.6B|z_{+}z_{-}|)I}{\left(1+{\frac {1.5}{|z_{+}z_{-}|}}I\right)^{2}}}+BI}25°C下，{\displaystyle A_{\gamma }}=0.511，{\displaystyle \rho }=1。布罗姆利并在论文中将不同电解质的测得的相互作用系数{\displaystyle B}列成表格。他发现该式在6 mol/kg的离子强度前，计算值和测量值吻合得十分良好。但外延至更高的离子强度时误差会增大。但当电解质存在离子缔合时（如二价金属硫酸盐）时误差会非常大。布罗姆利发现电解质的为相互作用系数{\displaystyle B}可表示为阴、阳离子各自的相互作用系数以及质子亲和性的之和{\textstyle B=B_{+}+B_{-}+\delta _{+}\delta _{-}}。利用该式可以很快地转换成渗透系数计算公式。
布罗姆利方程问世后，后续有研究者对其优化，提出了改进布罗姆利法（modified Bromley's methodology）。对于复杂的电解质溶液，也有研究者根据已有的渗透系数和活度系数数据对原版布罗姆利方程中的参数进行了改进。

## 评价
研究者在比较布罗姆利方程、SIT理论和皮策方程三种方法的结果时，发现得到的数据结果差别不大。布罗姆利方程本质上是一个经验公式，且其相互作用系数{\displaystyle B}比较容易确定。然而斯卡查德（Scatchard）和恰瓦塔（Ciavatta）基于SIT理论拓展得到的公式目前更常用。
布罗姆利方程和皮策方程一样都是依据正负离子间相互作用来确定活度系数，但皮策方程是基于热力学严格推导得到的，虽然确定皮策方程中参数比布罗姆利方程麻烦，但皮策方程考虑了三种离子间的相互作用，对理解天然水体中离子的行为更加重要。